# Right Here, Right Now
«Right Here, Right Now» es una canción realizada por el disc jockey y productor italiano Giorgio Moroder, con la colaboración de la cantante australiana Kylie Minogue, incluida en el álbum de estudio de Moroder, Déjà Vu. Fue lanzada el 20 de enero de 2015, como descarga digital a través de iTunes.

## Lista de canciones
| Descarga digital — sencillo |                         |          |  |
| N.º                         | Título                  | Duración |  |
| 1.                          | «Right Here, Right Now» | 3:30     |  |

## Historia de estreno
| País           | Fecha                 | Formato                     | Etiqueta   |
| -------------- | --------------------- | --------------------------- | ---------- |
| Italia         | 19 de enero de 2015   | Contemporary hit radio      | Sony Music |
| Mundo          | 20 de enero de 2015   | Descarga digital            | RCA        |
| Reino Unido    | 30 de enero de 2015   | Descarga digital            | RCA        |
| Australia      | 27 de febrero de 2015 | Descarga digital (Remix EP) | Sony Music |
| Brasil         | 27 de febrero de 2015 | Descarga digital (Remix EP) | Sony Music |
| Irlanda        | 27 de febrero de 2015 | Descarga digital (Remix EP) | Sony Music |
| Reino Unido    | 1 de marzo de 2015    | Descarga digital (Remix EP) | RCA        |
| Estados Unidos | 3 de marzo de 2015    | Descarga digital (Remix EP) | RCA        |
| Canadá         | 3 de marzo de 2015    | Descarga digital (Remix EP) | Sony Music |